# The New Twilight Zone—aflevering 5
De vijfde aflevering van de serie The New Twilight Zone bestaat uit twee subafleveringen: If She Dies en Ye Gods.

## If She Dies
If She Dies is de eerste subaflevering. Het scenario werd geschreven door David Bennett Carren.

### Verhaal
Paul Marano bevindt zich in een moeilijke periode van zijn leven. Zijn vrouw is recentelijk overleden, en nu ligt zijn enige dochter, Kathy, in coma als gevolg van een ongeluk. De kans dat ze het overleeft is volgens de dokters erg klein.
Terwijl Paul van het ziekenhuis naar huis rijdt, ziet hij een meisje op het dak van een gebouw. Hij stopt de auto, en haast zich naar het dak om haar in veiligheid te brengen. Een non die ook bij het gebouw is, ziet het meisje echter niet. Ze vertelt Paul wel dat dit ooit een weeshuis was, dat spoedig gesloopt gaat worden. Ze biedt hem wat oude spullen aan die het weeshuis niet langer nodig heeft. Tussen de spullen staat een oud bed, wat door Paul gekocht wordt. Hij zet het bed in Kathy’s kamer.
Die nacht krijgt Paul bezoek van de geest van een jong meisje genaamd Sarah, dat hem naar een zekere Toby vraagt. De volgende dag gaat Paul terug naar het weeshuis, en hoort van de non dat Sarah jaren terug is overleden aan tuberculose in het bed dat Paul heeft gekocht. Toby was haar teddybeer. Paul koopt deze beer van de non. Op weg naar huis haalt hij ook Kathy op uit het ziekenhuis in de hoop dat Sarah weet hoe hij haar kan helpen. Hij legt haar in Sarahs bed, en wacht. Die nacht lijkt er niets te gebeuren, maar de volgende dag ontwaakt Kathy en vraagt om Toby. Paul beseft dat Kathy is gestorven, en dat Sarahs geest nu in haar lichaam zit.

### Rolverdeling
- Andrea Barber: Cathy Marano
- Tony Lo Bianco: Paul Marano
- Jenny Lewis: Sarah
- Nan Martin: zuster Agnes
- John Gowans: Dr. Brice
- Donna-Jean Lansing: non
- Adele Miller: zuster

## Ye Gods
Ye Gods is de eerste subaflevering. Het scenario werd geschreven door Anne Collins.

### Verhaal
De yup Todd Ettinger ontmoet op een dag de legendarische Romeinse God Cupido, die bepaalt niet blij is. Volgens Cupido heeft Todd willens en wetens een van Cupido’s pogingen hem verliefd te laten worden op een mooie blonde dame verstoord. Hij geeft Todd bij wijze van straf een grote dosis onbeantwoorde liefde.
De volgende dag ziet Todd de vrouw weer, en wordt op slag verliefd op haar. Wetende dat dit enkel door Cupido komt, zoekt hij hem op om de verliefdheid ongedaan te maken. Cupido bevindt zich in een wijnbrouwerij die gerund wordt door een andere Romeinse God, Bacchus. Bacchus vertelt Todd dat Cupido zelf zo zijn problemen heeft met een furie genaamd Megaera.
Todd maakt een plan om Cupido en Megaera weer bij elkaar te brengen. Hij roept ze allebei op, en sluit ze op in een kamer door deze ritueel af te sluiten zodat hemelse wezens er niet uit kunnen. De twee maken eerst ruzie, maar leggen het al snel bij. Wanneer Todd Cupido wil vragen hem te helpen, blijken hij en Megaera de kamer al te hebben verlaten met behulp van de glazenwassers.
Todd vertrekt, en besluit een nieuwe auto te kopen om wat stoom af te blazen. Hij wordt echter aangereden door de blonde vrouw. De twee komen elkaar eindelijk tegen, en de vonk slaat ook bij haar over.

### Rolverdeling
- David Dukes: Todd Ettinger
- Robert Morse: Cupido
- Carolyn Seymour: Magaera
- John Myhers: Bacchus
- Andrew Masset: Peter
- Patti Karr: April
- Ingrid Boulting: vrouw